# Pekariowate
Pekariowate (Tayassuidae) – rodzina ssaków łożyskowych z podrzędu świniokształtnych (Suina) w obrębie rzędu parzystokopytnych (Artiodactyla), spokrewniona ze świniowatymi.

## Zasięg występowania
Rodzina obejmuje gatunki występujące na południowym zachodzie Ameryki Północnej i na całym obszarze Ameryki Środkowej i Południowej.

## Opis
Ciało krępe, podobne do świni. Długość ciała 84–139 cm, długość ogona 1–10,2 cm, wysokość w kłębie 30–69 cm; masa ciała 15–42 kg. Głowa klinowata, osadzona na krótkiej szyi. Skóra pokryta szczeciną. Cztery palce na kończynach przednich i trzy na tylnych (dwa u pekarczyka czakoańskiego). Charakterystyczną cechą odróżniającą pekariowatych od pozostałych świniokształtnych jest położony w pobliżu nasady ogona gruczoł grzbietowy.
Pekariowate są wszystkożerne, podobnie jak świniowate poszukują pokarmu pod ziemią. W ich diecie przeważa pokarm roślinny. Nie gardzą jednak owadami, płazami, gadami, rybami, jajami i padliną. Żyją w stadach od kilku do kilkudziesięciu (pekari białobrody do 300) sztuk, na jednego samca przypadają trzy samice. Rodzą się zwykle dwa młode. Żyją kilkanaście do 24 lat. Są zwierzętami łownymi.

## Historia
Pekariowate mają długą historię w Ameryce Północnej. Pierwsze pekari pojawiły się w oligocenie, 32 miliony lat temu.
Dzisiejsze pekariowate z Ameryki Południowej, nie występowały tu wcześniej niż 9 milionów lat temu. Dostały się tu 2.5 miliona lat temu przechodząc przez tworzącą się cieśninę Panamską, łączącą Amerykę Północną i Południową. W tym samym czasie, wiele zwierząt Ameryki Północnej – włączając pekari, lamy i tapiry – migrowały do Południowej, lecz także niektóre zwierzęta Południowej, migrowały na północ.

## Systematyka
Do rodziny należą jedna występująca współcześnie podrodzina:
- Tayassuinae T.S. Palmer, 1897

Opisano również podrodzinę wymarłą:
- Hesperhyinae Prothero, 2015

Rodzaje wymarłe o statusie incertae sedis:
- Perchoerus Leidy, 1869[9]
- Simojovelhyus Ferrusquía-Villafranca, 2006[10] – jedynym przedstawicielem był Simojovelhyus pocitosensis Ferrusquía-Villafranca, 2006
- Thinohyus Marsh, 1875[11]